# Éric Henninot
Éric Henninot est un auteur de bande dessinée français, né le 16 décembre 1974 à Rouen (Seine-Maritime).

## Biographie

### Jeunesse et formation
Éric Henninot naît à Rouen dans la Seine-Maritime. Il rentre à l’école d’ingénieur à Marseille. En 1997, il travaille dans des entreprises industrielles dans les domaines techniques et scientifiques comme CEMAGREF et SITA.

### Carrière
En 2004, Éric Henninot participe à la série Alister Kayne de Stéphane Betbeder chez Albin Michel, qui est suspendue au bout des deux tomes en 2006.
En 2007, il est dessinateur du premier tome Le Lagon de Fortuna de la série Carthago créée par Christophe Bec pour Les Humanoïdes Associés. Il dessine la suite L'Abysse Challenger, malgré les difficultés relationnelles entre ces auteurs.
En 2010, il dessine Little Jones sous le scénario de Yann pour la série XIII Mystery.
En 2014, on apprend qu’il a assisté en dessins avec Patrick Pion et en couleurs aux côtés de Anthony Simon pour le quatrième et dernier tome De Profundis de la série Prophet de Mathieu Lauffray chez Soleil Productions. La même année, il est également le dessinateur de l'album Fils du soleil (Dargaud), adapté par le scénariste Fabien Nury d'après le roman éponyme de Jack London.
En 2017, Éric Henninot publie l'album Le cosmos est mon campement, le premier tome du triptyque La Horde du Contrevent chez Delcourt,, une adaptation du roman éponyme d’Alain Damasio sur laquelle il a travaillé depuis 2011. Suivront deux autres tomes : L'Escadre frêle (2019) puis La Flaque de Lapsane (2021).

## Œuvres

### One shot
- Fils du soleil, Dargaud, 2014
Scénario : Fabien Nury - Dessin : Éric Henninot - Couleurs : Marie-Paule Alluard - (ISBN 978-2-205-07047-7)